# Rivière Gosford
Pour les articles homonymes, voir Gosford.
La rivière Gosford est un affluent du lac Sept Îles qui est à la tête de la rivière Portneuf, coulant dans la municipalité de Portneuf, dans la municipalité régionale de comté (MRC) de Portneuf, dans la région administrative de la Capitale-Nationale, dans la province de Québec, au Canada.
La rivière Gosford coule entièrement en zone forestière. La foresterie constitue l'activité économique principale de cette petite vallée.
Cette petite vallée est desservie par le chemin du rang Notre-Dame qui contourne par le nord le Lac des Aulnaies et par le chemin du rang Gosford qui remonte la vallée.
La surface de la rivière Gosford (sauf les zones de rapides) est généralement gelée de début décembre à fin mars ; toutefois, la circulation sécuritaire sur la glace se fait généralement de fin décembre à début mars. Le niveau de l'eau de la rivière varie selon les saisons et les précipitations ; la crue printanière survient en mars ou avril.

## Géographie
La rivière Gosford tire sa source en zone forestière du côté nord-ouest du chemin du rang Gosford, dans la municipalité de Saint-Raymond. Cette source est située à :
- 1,7 km à l'est d'une courbe de la rivière Sainte-Anne ;
- 1,4 km au nord-ouest d'un sommet de montagne atteignant 432 m où une tour de communication y a été aménagée ;
- 10,9 km au nord du centre du village de Saint-Raymond ;
- 3,8 km au nord de l'embouchure de la rivière Gosford[3].

Parcours de la rivière Gosford
À partir de sa source, les eaux de la rivière Gosford coulent sur 6,3 km vers le sud relativement en ligne droite, avec une dénivellation de 82 m.
La rivière Gosford se déverse au fond d'une baie sur la rive ouest du lac Sept Îles. À partir de l'embouchure de la rivière Gosford, le courant traverse sur 2,8 km vers le sud-est le lac Sept Îles jusqu'à son embouchure ; puis le courant descend sur 42 km par la rivière Portneuf en serpentant vers le sud-ouest dans la plaine du Saint-Laurent, jusqu'à la rive nord du fleuve Saint-Laurent.

## Toponymie
Cette désignation toponymique parait sur un plan de l'Association des propriétaires du Lac Sept Îles, 1977-06. Il reprend celui du canton de Gosford, qui a été nommé d'après Archibald Acheson, comte de Gosford, qui a été gouverneur-général de l'Amérique du Nord britannique de 1835 à 1838. Il s'oppose à Acte d'Union regroupant le Bas-Canada et le Haut-Canada. 
Le toponyme Rivière Gosford a été officialisé le 17 août 1978 à la Banque des noms de lieux de la Commission de toponymie du Québec.